# جغرافية غواتيمالا

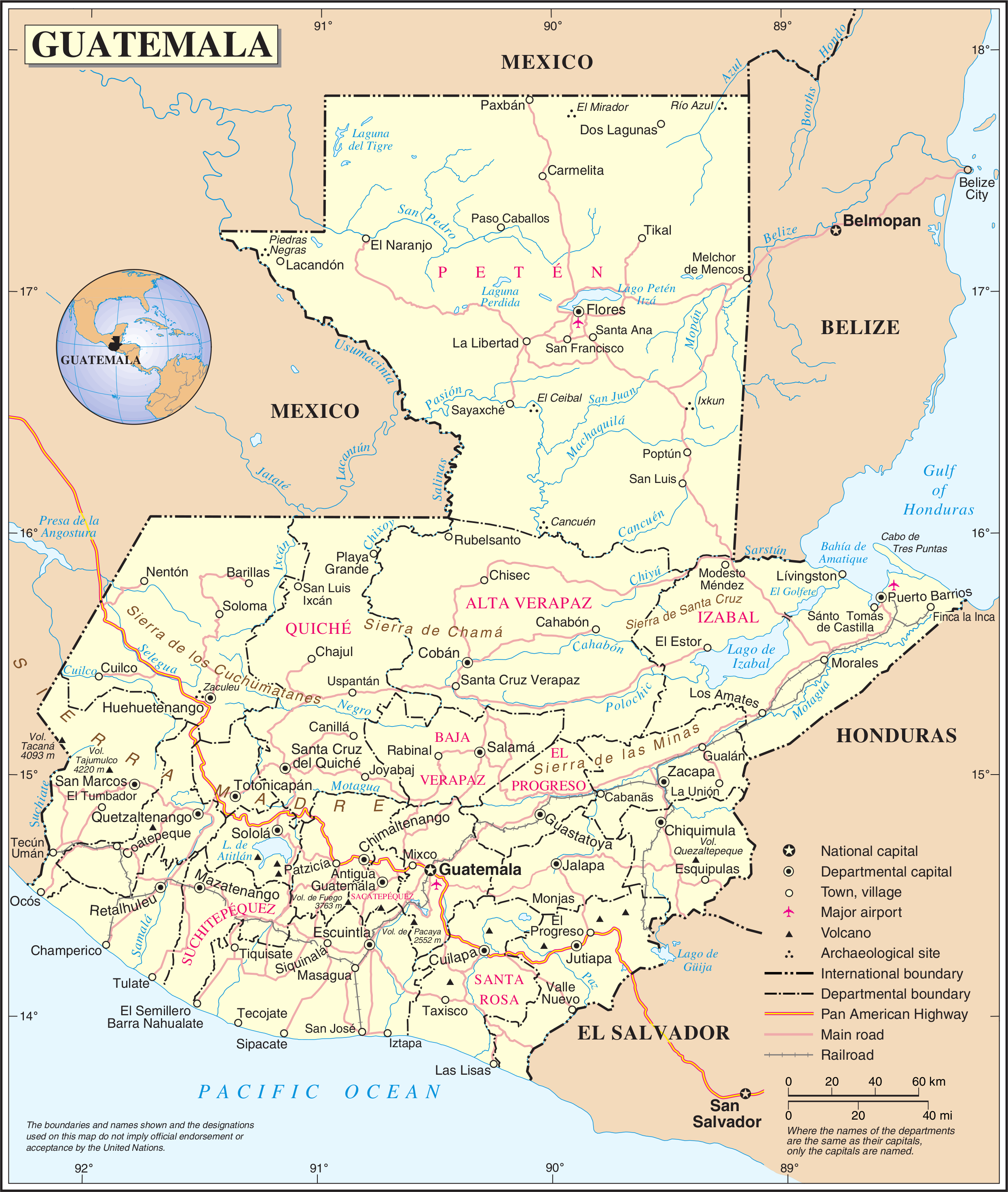
خريطة غواتيمالا

غواتيمالا، تعد منطقة جبلية، باستثناء المنطقة الساحلية الجنوبية والأراضي المنخفضة الشمالية الشاسعة في مقاطعة بيتين. تقع الدولة في أمريكا الوسطى، على حدود البحر الكاريبي، بين هندوراس وبليز ويحدها شمالا المحيط الهادئ، بين السلفادور والمكسيك. تدخل السلسلتان الجبليتان إلى غواتيمالا من الغرب إلى الشرق اللاتي تقسمان البلاد إلى ثلاث مناطق رئيسية وهي: المرتفعات حيث تقع الجبال؛ وساحل المحيط الهادئ الذي يقع جنوب الجبال؛ وهضبة الحجر الجيري في منطقة بيتين الواقعة في شمال الجبال. تختلف هذه المناطق من حيث المناخ والارتفاع والمناظر الطبيعية مما يوفر اختلافات مثيرة بين الأراضي المنخفضة الاستوائية والرطبة وقمم المرتفعات والوديان.

## المناطق
تٌعرف الحافة الجنوبية للمرتفعات الغربية بسييرا مادري، التي تمتد من الحدود المكسيكية جنوبًا وشرقًا، وتستمر في ارتفاعات منخفضة باتجاه السلفادور . تتميز سلسلة الجبال بمخاريط بركانية شديدة الانحدار تتضمن بركان تاجومولكو 4,220 متر (13,845 قدم) وهي أعلى نقطة في البلاد وأمريكا الوسطى . جميع البراكين البالغ عددها 37 براكين غواتيمالا (3 منهما نشطة وهي: بكايا، سانتياغيتو وفويغو )، موجودة في هذه السلسلة الجبلية، وتوجد بكثرة في المرتفعات.
تبدأ السلسلة الشمالية من الجبال بالقرب من الحدود المكسيكية مع سلسلة جبال كوشوماتانيس، ثم تمتد شرقا عبر كواكوس وسييراشاما، وصولا إلى سانتا كروز وميناس سييرا، بالقرب من البحر الكاريبي . يفصل وادي موتاجوا بين الجبال الشمالية والجنوبية، حيث يصب نهر موتاجوا وروافده من المرتفعات إلى منطقة البحر الكاريبي حيث يكون صالحا للملاحة في نهايته السفلية، حيث يشكل الحدود مع هندوراس .
تكون الأنهار قصيرة وضحلة في المحيط الهادي الرأسي، أكبر وأعمق، مثل بلولاشيك الذي يصب في بحيرة إيزابال وريو دولسي وموتاجوا وسارستين التي تشكل الحدود مع بليز في منطقة البحر الكاريبي وخليج المكسيك ( أوسوماسينتا) ،والتي تشكل الحدود بين تشياباس والمكسيك وبيتين وروافده مثل لا باسيون وسان بيدرو .
تقع معظم المدن الرئيسية في المرتفعات. تتضمن المدن الرئيسية العاصمة جواتيمالا سيتي ، على ارتفاع 1500 م وتعد من ( المرتفعات الوسطى ) ، وأنتيغوا جواتيمالا ، على ارتفاع 1,530 م وايضا من( المرتفعات الوسطى ) ، و كيتزالتينانغو على ارتفاع 2.350 م ويعد من( المرتفعات الغربية ) وبويرتو باريوس على ساحل البحر الكاريبي. تقع أكبر بحيرة لاغو دي إيزابال (589.6 km²) بالقرب من ساحل البحر الكاريبي. ويقع بركان تاجومولكو على ارتفاع 4220 مترًا، وهو أعلى نقطة في أمريكا الوسطى، في القسم الغربي من سان ماركوس .
كان آخر زلزال كبير في 4 فبراير 1976 ونتج عنه مقتل أكثر من 23000 في المرتفعات الوسطى.

## مناخ

غواتيمالا خريطة مناطق تصنيف مناخ كوبن

يكون المناخ حار ورطب في منطقة المحيط الهادئ ومنخفضات بيتين. يكون الجو أكثر اعتدالًا في المرتفعات ويصل إلى البرد القارس في أعلى سلسلة جبال كوتشوماتانيس، ويكون الطقس ساخن وجاف في الأقسام الشرقية.
نظرا لموقع غواتيمالا على البحر الكاريبي والمحيط الهادي جعلها هدفا للأعاصير ويتضمن إعصار ميتش في عام 1998 وإعصار ستان في أكتوبر 2005 ، الذي نتج عنه مقتل أكثر من 1500 شخص. لم يكن الضرر له علاقة بالرياح، ولكنه كان بسبب الفيضانات والانهيارات الأرضية.

### تغير المناخ
يعتبر تغير المناخ في غواتيمالا قضية خطيرة لأن غواتيمالا تعتبر واحدة من الدول العشر الأكثر عرضة لتأثيرات تغير المناخ. في عام 2010 ، احتلت غواتيمالا «المرتبة الثانية في العالم على مؤشر مخاطر المناخ العالمي، مما يشير إلى مستوى التعرض للأحداث المتطرفة وقابليتها للتأثر». انخفض كل من الإنتاج الزراعي التجاري وزراعة الكفاف، وبالتالي يجد مزارعو الكفاف صعوبة أكبر في العثور على عمل كعمال باليومية عندما تفشل محاصيلهم. أفاد حوالي 300000 من مزارعي الكفاف عن فقدان المحاصيل بسبب الجفاف في عام 2018. يعمل حوالي نصف القوى العاملة في غواتيمالا في القطاع الزراعي. تم تحديد غلة المحاصيل الضعيفة بسبب تغير المناخ كعامل في الهجرة إلى الولايات المتحدة.

## البيانات الجغرافية

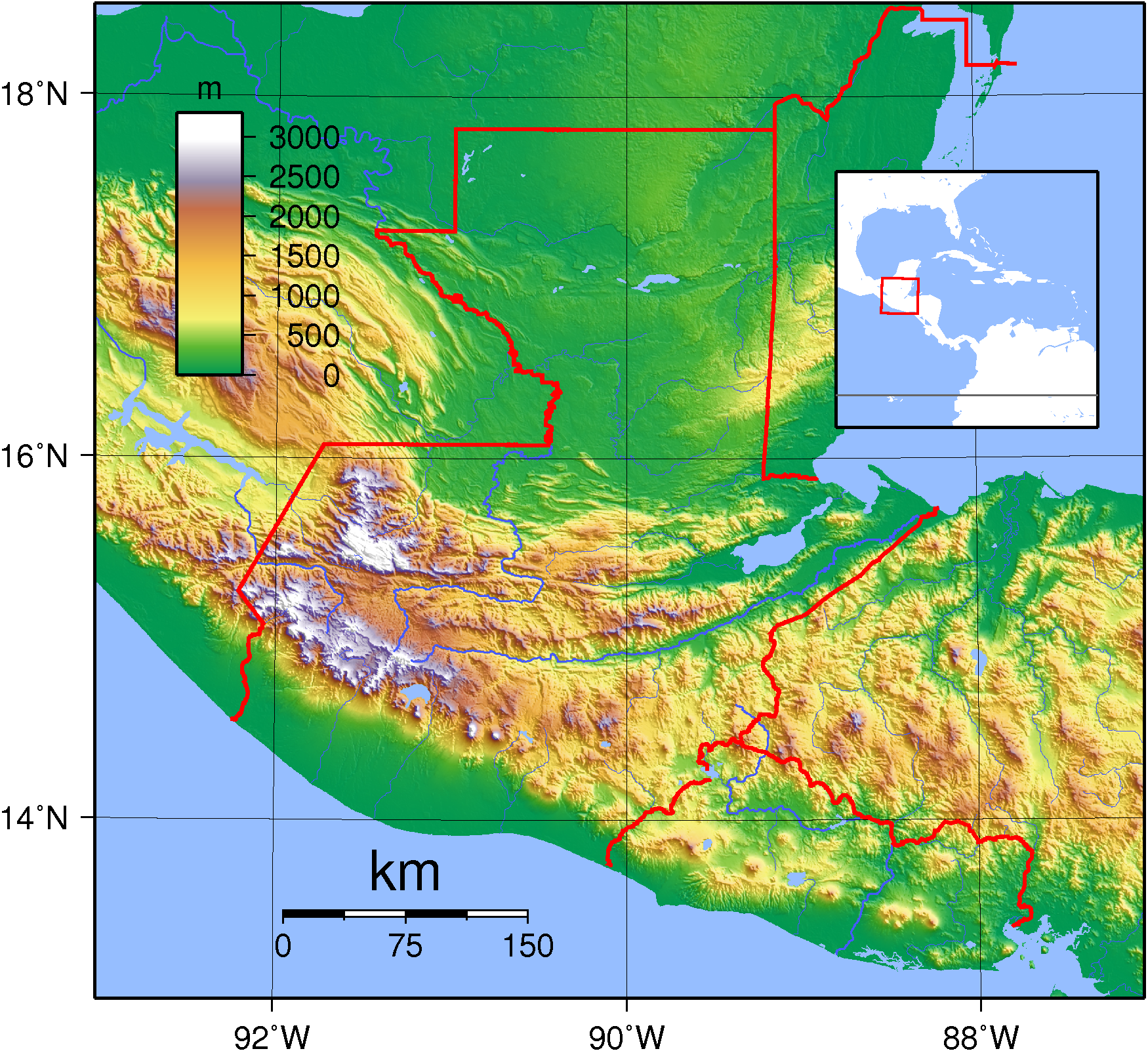
تضاريس غواتيمالا.

الإحداثيات الجغرافية

15°30′N 90°15′W / 15.500°N 90.250°W
مراجع الخريطة

أمريكا الوسطى ومنطقة البحر الكاريبي
منطقة
- المجموع: 108,889 كيلومتر مربع
- الأرض: 107159 كيلومتر مربع

الحدود البرية
- المجموع: 1667 كم
- البلدان الحدودية: بليز 266 كم، السلفادور 199 كم، هندوراس 244 كم، المكسيك 958 كم.

الساحل

400 كم
المطالبات البحرية
- البحر الإقليمي: 12 ميل بحري (22 كـم)
- المنطقة الاقتصادية الخالصة : 114,170 كيلومتر مربع (44,080 ميل2) و 200 ميل بحري (370 كـم)
- الجرف القاري: 200 م العمق أو إلى عمق الاستغلال

النقاط المتطرفة
- أقصى نقطة في الشمال - الحدود مع المكسيك ، مقاطعة بيتين
- نقطة جنوبية - الحدود مع السلفادور ، بالقرب Garita Chapina ، وزارة جوتيابا
- أقصى نقطة في الغرب - الحدود مع المكسيك على ساحل المحيط الهادئ ، مقاطعة سان ماركوس
- أقصى نقطة في الشرق - الحدود مع هندوراس ، مقاطعة إيزابال
- أدنى نقطة - المحيط الهادئ والبحر الكاريبي : 0 م
- أعلى نقطة - بركان تاجومولكو : 4220 م

الموارد الطبيعية

البترول والنيكل والأخشاب النادرة والأسماك والشكل والطاقة المائية
استخدام الأراضي
- الأراضي الصالحة للزراعة: 14.32٪
- محاصيل دائمة: 8.82٪
- أخرى: 76.87٪ (تقديرات 2012) )

أرض مروية

3121 كيلومترا مربعا (2003)
إجمالي موارد المياه المتجددة

111.3 كم 3 (2011)
سحب المياه العذبة (منزلي / صناعي / زراعي)
- الإجمالي: 3.46 كلم 3 / سنة (15٪ / 31٪ / 54٪)
- نصيب الفرد: 259.1 م 3 / سنة (2006)

الأخطار الطبيعية

عدة براكين نشطة، زلازل عنيفة من حين لآخر ؛ يتعرض ساحل البحر الكاريبي للأعاصير والعواصف الاستوائية الأخرى، مما يتسبب في حدوث فيضانات وتدفقات طينية وانهيارات أرضية
البيئة - القضايا الحالية

إزالة الغابات تآكل التربة تلوث المياه
البيئة - الاتفاقيات الدولية
- طرف في: معاهدة أنتاركتيكا ، التنوع البيولوجي ، تغير المناخ ، تغير المناخ - بروتوكول كيوتو ، التصحر ، الأنواع المهددة بالانقراض ، التعديل البيئي ، النفايات الخطرة ، قانون البحار ، الإغراق البحري ، حظر التجارب النووية ، حماية طبقة الأوزون ، تلوث السفن (ماربول 73 / 78 ) ، الأراضي الرطبة
- وقعت ولم تصدق: بروتوكول القطب الجنوبي البيئي

الجغرافيا — ملاحظة

لا توجد موانئ طبيعية على الساحل الغربي